# 連邦議会 (スイス)
連邦議会（れんぽうぎかい、ドイツ語: Bundesversammlung、フランス語: Assemblée fédérale、イタリア語: Assemblea federale、ロマンシュ語: Assamblea federala）は、スイスの立法府である。

## 概要
首都のベルンにある連邦院に置かれている。スイスの連邦議会は二院制で、定数は下院に相当する国民議会が200、上院に相当する全州議会が46である。